# 福岡県道路公社
福岡県道路公社（ふくおかけんどうろこうしゃ）は、福岡県を設立団体とする地方道路公社。1974年（昭和49年）12月2日設立。

## 管理する道路
| 有料道路名       | 路線名    | 全長    | 備考                                                 |
| ---------------- | --------- | ------- | ---------------------------------------------------- |
| 福岡前原有料道路 | 国道497号 | 14.2 km | 西九州自動車道の一部 福岡高速環状線に接続（福重JCT） |

かつて管理していた冷水有料道路と二丈浜玉道路の債務償還は、当初計画通りには進展しておらず、ETCにも対応していなかった。冷水道路は計画を一部変更している。二丈浜玉道路は無料化に当たって30億円の公費が投じられた。

## 管理する駐車場
- 天神中央公園駐車場

## かつて管理していた道路
- 鳥栖筑紫野有料道路 : 2007年（平成19年）5月9日 無料開放
- 二丈浜玉有料道路 : 2013年（平成25年）4月1日 無料開放
- 冷水有料道路 : 2016年（平成28年）5月15日 無料開放